# Jezero Traful
Jezero Traful je jezero v departmaju Los Lagos argentinske province Neuquén s površino 76 km². Jezero je izvir reke Traful, ki se izliva v jezero Nahuel Huapi. Leži v narodnem parku Nahuel Huapi.
To jezero slovi po slikovitem razgledišču z 102 metrov visoke ledenikove pečine, ki ponuja popoln pogled na jezero in celotno dolino. Na obali jezera leži gorska vasica Villa Traful, glavno naselje na območju jezera. Ima kampe, bencinsko črpalko in hotele.
Vode v jezeru so zelo prozorne z obilo kisika. Nepravilne obale jezera imajo pečine in plaže. Ribolov je možen tako s čolnov kot z obale. Na severni obali je dober ribolov na lososa (ne s  kopnega), šarenke, potočne postrvi in potočne zlatovščice.

## Severni krak, “Pichi Traful”
Jezero ima dolg, tanek severni krak, znan kot jezero Pichi Traful. Razteza se na severozahodu glavnega dela jezera, do katerega se lahko pride po jezerski cesti ali po cestah RP 65 in RP 234. Ob prihodu je vstopna postaja varovanja parka, ki nudi informacije o krajih za prenočevanje ali kampiranje. Ta krak jezera napaja reka Pichi Traful, ki prispeva vodo polno kisika. Je odličen kraj za muharjenje. V njenem ustju so plaže za kampiranje.

## Potopljeni gozd
Jezero vsebuje odmrli gozd približno 60 cipres, ki stojijo v približno 15 metrih vode. Prej so stale na bližnjem hribu, vendar jih je plaz, verjetno v 1960-ih, potopil v jezero, kjer stojijo še danes. Zaradi velike prosojnosti vode so njihove korenine vidne s površine, ko je ta mirna.